# Imperio kushán
El Imperio Kushán o Kuṣāṇ (idioma kushán: Κυϸανο, Kušano; bactriano: Κοϸανο, Košano; griego antiguo: Βασιλεία Κοσσανῶν; sánskrito कुषाण राजवंश Kuṣāṇ Rājavaṃśa; brahmi:   Ku-shā-ṇa; parto: 𐭊𐭅𐭔𐭍 𐭇𐭔𐭕𐭓, Kušan-xšaθr; en chino: 貴霜王朝; pinyin: Guìshuāng) fue un imperio sincrético, formado por la etnia yuezhi (yüeh-chi, también llamada «kushán» y «tocarios» por los árabes, aunque no se les debe confundir con los tocarios históricos de la cuenca del Tarim), principalmente en tierras de los actuales Kirguistán, Uzbekistán, Tayikistán, Afganistán, Irán, Pakistán, Nepal, China y el valle del Ganges en el norte de la India, llegando a dominar entre 2 y 2,5 millones de km2 y con una población de varias decenas de millones de habitantes, entre los años 30 y 375. Alcanzó su máximo esplendor entre el 105 y el 250, periodo en el que fue uno de los grandes Estados junto a los imperios romano, parto (posteriormente sustituido por el Imperio sasánida) y chino.
A pesar de su gran importancia en la Antigüedad, se fue perdiendo la memoria de su existencia y solo fue reconocido por los historiadores hacia mediados del siglo XIX. Solo se ha conservado información episódica, heterogénea y contradictoria. Su cronología e historia se han podido restaurar parcialmente gracias a las monedas encontradas, arqueología y crónicas griegas, indias y, especialmente, chinas.

## Cronología
La datación del período kushán fue muy controvertida durante mucho tiempo y no se ha aclarado del todo hasta el día de hoy. Se sabe que sus principales reyes vivieron entre los siglos I y III.
Debido a que la era Shaka (desde el 78 o 79) todavía se usa como base para datar en la actualidad, durante mucho tiempo se ha considerado que es el período introducido por Kanishka I. Por otro lado, el numismático Joe Cribb propone un rango temporal del 100 al 120 sobre la base de las fuentes numismáticas y literarias.
Desde que se conoce una fórmula aritmética que permite la conversión del período Shaka al período Kuschana en el siglo III, generalmente prevalece la fecha del 127 para la accesión de Kanishka I.
Se discuten los reinados exactos de los sucesores de Kanishka I, especialmente porque hay fechas superpuestas. Inicialmente se asumió que al final del reinado de Kanishka I, Vasschischka gobernaba como corregente en las provincias indias y este sistema de corregencia continuó entre los sucesores. Pero también es posible que Vasudeva I comenzara una nueva era.
Se suelen utilizar las fechas propuestas por el especialista en monedas Shailendra Bhandare en 2012.

## Geografía

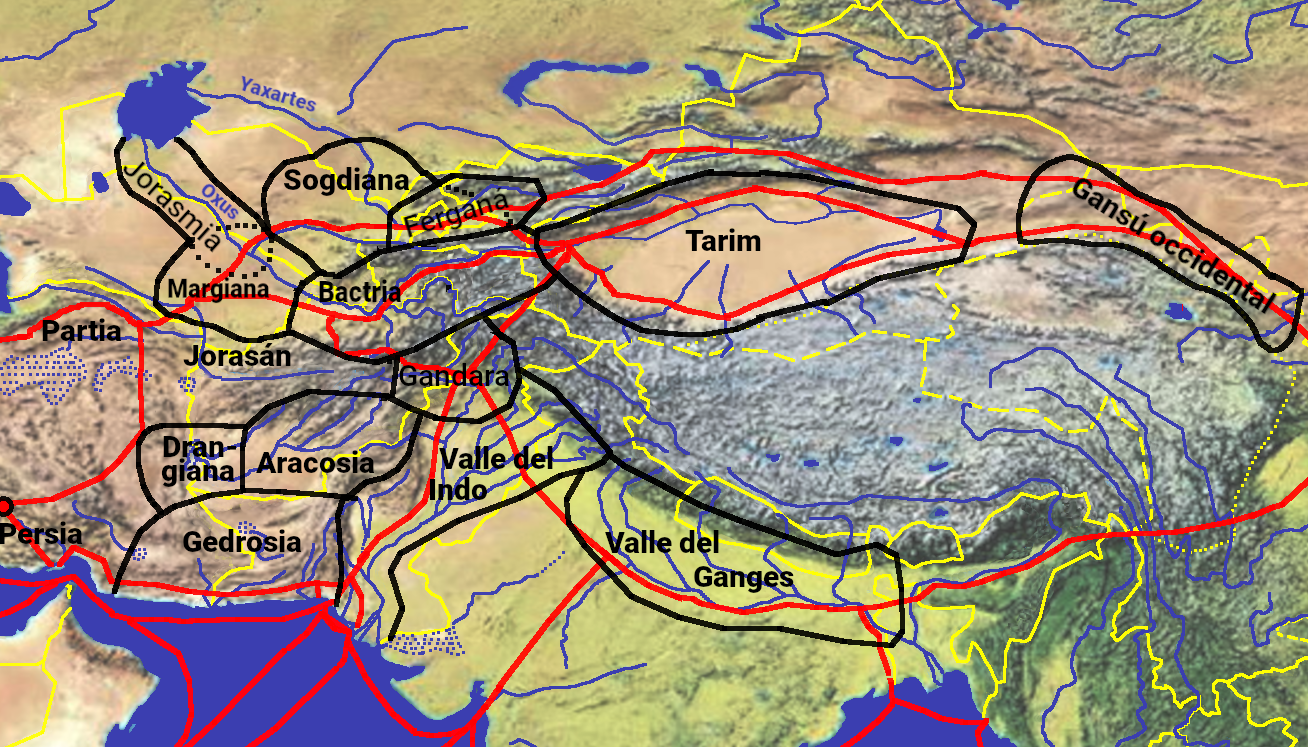
Áreas geográficas relacionadas con el Imperio kushán

### Gansú
El Gansú es una estrecha lengua de tierra entre la meseta del Tíbet (al sur) y el desierto (al norte). En la parte occidental vivieron los kushán hasta que fueron expulsados por los xiongnu en el 177. A su vez, los kushán había expulsado a los sacas. Económicamente no tenía agricultura, solo pastos para el ganado y era un importante paso de la Ruta de la Seda.

### Cuenca del Tarim
La cuenca del Tarim es una enorme cuenca endorreica extremadamente desértica rodeada por las impresionantes cordilleras Kunlun (al sur) y Tian Shan (al norte), con salidas al este hacia el Gansu y hacia el oeste a través de elevados pasos de montaña. En la antigüedad estaba habitada al oeste por pueblos iranios y al este por pueblos tocarios (todos ellos indoeuropeos), constituyendo ciudades-Estado. La economía se basaba en la rica agricultura de los oasis formados por los ríos antes de secarse en el desierto de Taklamakán, y la actividad comercial derivada de la Ruta de la Seda. Pasó a ser protectorado de la dinastía Han. Durante la Edad Media, pueblos túrquicos se fusionaron con los pobladores indoeuropeos autóctonos formando la actual etnia uigur. Es posible que algunos restos de grupos kushán formaran un pequeño reino en el Tarim tras su expulsión del Gansú por los xiongnu. En el momento de máximo poder del Imperio kushán aparecen monedas suyas en parte de la cuenca del Tarim, lo que puede hacer pensar que tuvieron algún control sobre ella.

### Sogdiana
La Sogdiana se encontraba en los valles de los ríos Yaxartes y Polytimetus, afluente del Amu Daria. Aunque el caudal del Sir Daria es solo la mitad del Amu Daria, tiene una enorme importancia económica pues siempre ha permitido una agricultura muy productiva, además de ser paso obligado de la Ruta de la Seda china. Sus ciudades-Estados no llegaron a formar una unidad política; las más importantes fueron Maracanda y Bujará. Los sogdianos hablaban un idioma iranio nor-oriental, emparentado con los idiomas bactriano, corasmio y escita-sármata (superviviente actual: osetio-alano); actualmente pervive como yagnobi en las montañas de Tayikistán.
Significativamente, la Sogdiana y la Margiana forman el área de la cultura BMAC, complejo arqueológico de la Edad del Bronce del 2400 al 1600 AEC, que se ha propuesto como origen de los pueblos indo-iranios. Parece que, de toda la Sogdiana, solo la Ferganá formó parte del Imperio kushán.

### Ferganá
El valle de Ferganá es una parte de la Sogdiana. Es la cabecera de río Yaxartes (Sir Dariá) y tiene 300 km de largo y 70 km de ancho. Alejandro Magno fundó en ella Alejandría Escate («la lejana», actual Juyand). Posteriormente formó parte del Reino Greco-Bactriano. Siempre ha sido la región más fértil y poblada de Asia Central, hasta el punto que los soviéticos la dividieron artificialmente entre la repúblicas de Uzbekistán, Tayikistán y Kirguistán. La economía se basa en la agricultura, además de  ganadería, minería y ser paso de la Ruta de la Seda. Formó parte del Imperio kushán.

### Corasmia
Corasmia es la región que rodea al Amu Daria, incluido su delta en el mar de Aral. Al igual que la Sogdiana, fue zona de expansión de la cultura BMAC. Siempre formó parte del área cultural irania. El idioma corasmio era iraní nororiental, próximo al sogdiano. No formaba un único reino, sino una cadenas de ciudades-estado. Es probable que en su máxima extensión estuviese incluida en el Imperio Kushán. Su prosperidad dependía de la agricultura y del comercio de la Ruta de la Seda.

### Bactriana
La Bactriana es el valle de la cabecera del río Oxus. Junto a la Ferganá, es la región más fértil del Asia Central, y también camino en la Ruta de la Seda. En la Antigüedad era conocida por los abundantes oasis, la cantidad y agua y la fecundidad de la tierra. Junto a la Margiana, fue una de los centros de la cultura BMAC del 2400-1600 AEC (probable ancestros de los indo-iranios). El bactriano era una lengua irania nororiental, hermana del corasmio, sogdiano y escita. Fue conquistada para los aqueménidas por Ciro el Grande (545-540 AEC) y por Alejandro Magno, quedando a su muerte como parte del Imperio seleúcida. En esta época el idioma griego se hizo dominante. El gobernador griego local se independizó hacia el 255 AEC, formando el Reino grecobactriano que se encontraron los kushán. Esta región se convirtió en el centro del Imperio kushán, hasta el punto de sustituir el idioma oficial «jónico» (griego) por el bactriano en el siglo II. Los bactrianos son probablemente uno de los ancestros de los tayikos.

### Gandara
Gandhara es un distrito situado en el extremo noroeste del subcontinente indio. Estaba ubicado a lo largo de ambas orillas del Indo, alrededor de las ciudades de Takshaśilā y Pushkalāvatī. La gente que la habitaba era muy probablemente india, como lo demuestra sus vestimentas en los relieves aqueménidas de Persépolis. Fue la puerta hacia la India de la influencia cultural griega y romana.

## Etnicidad e identificación del idioma
La etnia que formó el Imperio kushán fueron los kušán, llamados yuezhi por los chinos y tocarios por los griegos, mientras que ellos usaron el endónimo Κυϸανο, kušano.
Aunque se sospechaba que se trataba de un pueblo de lengua indoirania, se había llegado a proponer incluso su parentesco con el tocario o con pueblos no indoeuropeos. En 2023 se consiguió identificar parcialmente el idioma como una variedad irania nororiental, emparentado consecuentemente con el corasmio, el sogdiano, las lenguas escito-sármatas (incluido el actual osetio-alano), y, especialmente, con el bactriano.

## Orígenes
El nombre kushán deriva del término chino guishuang (貴霜) que describe una de las cinco tribus de los yuezhi (月氏), una débil confederación de pueblos iranios que hablaban una forma de śaka (escita oriental). Tradicionalmente el término «tocario» ha sido aplicado a dos pueblos indoeuropeos diferentes: los śaka (escitas) y los tocarios de la cuenca del Tarim. Los śaka-escitas-kushán poblaban en las estepas de Asia Central. Las fuentes chinas se refieren a los śaka-escitas-kushán como yuezhi (yüeh-chi), mientras que los tocarios del Tarim son referidos como wusun. Parece que la migración de los kushán pudo haberse debido a la presión militar ejercida desde el oeste por los xiongnu y los wusun entre el 176 y el año 160 a. C. Las cinco tribus yuezhi fueron conocidas en la historia china como xiūmì (休密), guishuang (貴霜), shuangmi (雙靡), xidun (肸頓), y dūmì (都密).
Los yuezhi llegaron al reino griego de Bactriana, en el territorio de Bactriana (norte de Afganistán y Uzbekistán) alrededor del 135 a. C., y desplazaron de allí a las dinastías griegas, que tuvieron que trasladarse a la cuenca del Indo (actual Pakistán), en la parte occidental del Reino Indogriego.

## Un imperio multicultural

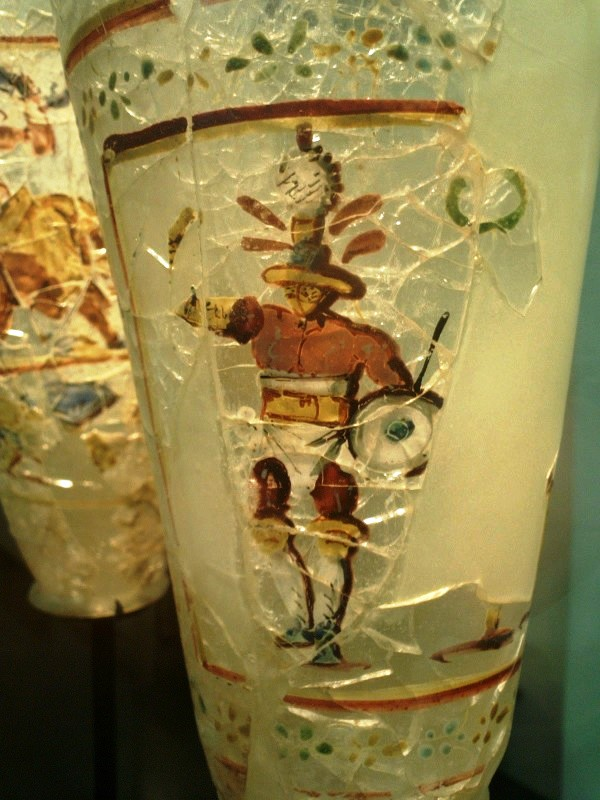
Vaso del tesoro de Bagram representando a un gladiador grecorromano.

Durante el siglo I a. C., la tribu yuezhi de los guishuang (貴霜) alcanzó el poder sobre las demás, y reunió a todas las tribus en una confederación. El nombre guishuang —luego transformado en kushán— fue adoptado para designar a la confederación en su conjunto, si bien los chinos continuaron denominándolos yuezhi.
A causa de la presión de las tribus escitas, los kushán se expandieron hacia el Sur, a la región conocida como Gandhara —que incluye la Frontera del Noroeste y Pothowar (en la actual Pakistán) y el valle del río Kabul y Kandahar (en la actual Afganistán), donde tuvieron tres capitales: Kapishi (actual Begram, en Afganistán), Pushklavati (actual Peshawar, en Pakistán) y Mathurā (India).
Los kushán adoptaron muchos elementos de la cultura helenística de Bactriana. Adaptaron a su propia lengua el alfabeto griego, inventando una letra adicional, Þ ("sh", como en la palabra «kushán») y pronto empezaron a acuñar moneda siguiendo el modelo griego. En sus monedas emplearon inscripciones en griego y en letra kharoshthi (antiguo alfabeto de la región de Gandhara) hasta la época de Kanishka, y después de este monarca utilizaron indistintamente el griego y la lengua kushán, transcrita siempre mediante el alfabeto griego.
Desde la época de Wima Takto, los kushán empezaron a adoptar la cultura india, como otros pueblos nómadas que invadieron la India. El primer gran emperador kushán, Wima Kadphises, se convirtió según indican las monedas, al shivaísmo. Los siguientes emperadores kushán representaron una amplia variedad de deidades de la India y de Asia Central, incluido el propio Buda.

### Hereo
Los primeros reyes tocarios importantes en Bactriana fueron Agesiles (c. 35 AEC) y Sapadhizes (c. 20 AEC) —ambos nombres son helenizados—.
Posiblemente, el primero de los emperadores kushán fue Hereo. Puede haber sido aliado de los griegos, con los que compartió el mismo estilo de acuñación. Hereo fue posiblemente el padre de Kujula Kadphises.

### Kujula Kadphises
Kujula Kadphises imitó las acuñaciones del reino griego de Bactriana, y en algunas monedas de cobre utiliza el retrato de Augusto, tomado de monedas romanas, con inscripciones que lo identifican como él mismo.
A principios del siglo I, durante el reinado de Kujula Kadphises, el líder parto Gondofares fundó un reino indoparto a costa de los indoescitas que duró hasta que los kushan se apropiaron a su vez de estos territorios.

### Kanishka I

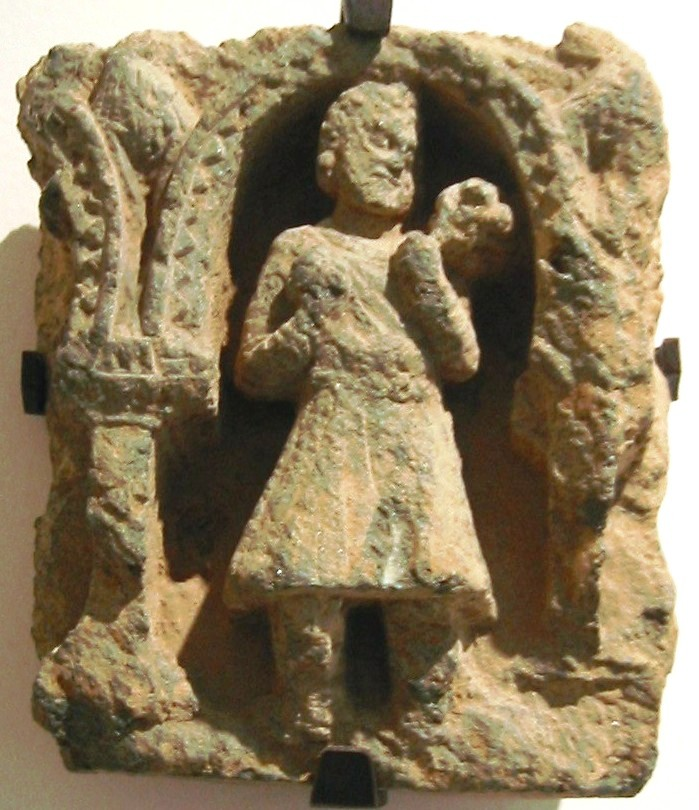
Hombre kushán con el vestido tradicional de túnica y botas (Gandhara, siglo II EC). Este fragmento de friso es un típico ejemplo del arte grecobúdico.

El reinado de Kanishka I, el segundo gran emperador y quinto rey kushán, que duró al menos 28 años desde 127, tuvo dos capitales: Purushapura (Peshawar, en el norte de Pakistán) y Mathurā, en el norte de la India. Los kushán tenían también una capital de verano en Kapishi (actual Begram), donde se encontró el Tesoro de Begram, que comprende obras de arte de lugares tan alejados entre sí como Grecia y China. De acuerdo con una inscripción encontrada en Rabatak (norte de Afganistán), Kanishka era hijo de Vima Kadphises, nieto de Vima Taktu y bisnieto de Kujula Kadphises.
Durante el reinado de Kanishka, el Imperio kushán alcanzó su máxima expansión. En el apogeo de la dinastía, los kushán tenían control más o menos directo sobre un territorio que se extendía desde el mar de Aral hasta los actuales Uzbekistán, Afganistán, Pakistán, y norte de la India.
El gobierno de los kushán enlazó el comercio marítimo del océano Índico con la ruta terrestre de la seda, a través del valle del Indo, sede de civilizaciones antiquísimas. La relativa paz que reinaba en el imperio facilitó el comercio de larga distancia entre China y Roma, y en la ruta se desarrollaron florecientes centros urbanos.
También fue una época de intercambios culturales, que propiciaron el desarrollo del grecobudismo, una fusión de elementos helenísticos y budistas, que se extendería por Asia Central a la par que el budismo mahayana. La tradición budista recuerda a Kanishka por haber convocado un gran concilio budista en Cachemira, que se considera el inicio oficial del budismo mahayana, de carácter panteísta y su escisión del budismo nikaya. Kanishka también utilizó el idioma gándara, o prácrito, y los textos budistas mahayana se tradujeron del idioma sánscrito. Junto con el rey indio Asoka, el rey indogriego Menandro I (Milinda), y Harsha Vardhana, Kanishka es considerado por el budismo como uno de sus grandes benefactores.
El arte y la cultura de Gandhara, en una encrucijada de la hegemonía kushán, siendo la mejor expresión conocida de las influencias kushán a los occidentales.

## Contactos con Roma
Algunas fuentes romanas describen la visitas de embajadores de los reinos de Bactriana e India durante el siglo II, probablemente refiriéndose a los kushán. Aelio Espartano, hablando del emperador Adriano (117-138) en su Historia Augusta escribe:

Reges bactrianorum legatos ad eum, amicitiae petendae causa, supplices miserunt

(‘Los reyes de los bactrianos envían embajadores suplicándole, pidiendo por su amistad’).

También en 138, según Aurelio Víctor (Épitomé, XV, 4) y Apiano (Praef., 7), Antonino Pío, sucesor de Adriano, recibió a algunos embajadores indios, bactrianos (kushán) e hircanios.
La Crónica histórica china, de Hou Hanshou, también describe el intercambio de mercancías entre el noroeste de la India y el Imperio romano en aquella época (véase Comercio de la Antigua Roma con India): 

Al oeste (Tiazhu, noroeste de la India) tenía contactos con Da Qin (el Imperio romano). Cosas bellas de Da Qin pueden ser encontradas ahí, como ropas de algodón fino, excelentes tapices de lana, perfumes de toda clase, terrones de azúcar, pimienta, jengibre y sal negra.

En la capital de verano de los kushán, Begram, se ha encontrado una considerable cantidad de mercancías procedentes del Imperio romano, en particular varios tipos de cristalería.

## Contactos con China
Durante los siglos I y II, el Imperio kushán se expandió militarmente hacia el norte y ocupó partes de la cuenca de Tarim, sus tierras de origen, poniéndolas en el centro del productivo comercio centroasiático con el Imperio romano. Se narra que colaboraron militarmente con los chinos contra las incursiones nómadas, particularmente con el general chino Ban Chao contra los sogdianos en el 84, cuando estos últimos intentaron apoyar la revuelta del rey de Kashgar. Alrededor del 85 los kushán auxiliaron al general chino en un ataque en Turfán, al este de la cuenca de Tarim.
En reconocimiento por su apoyo a los chinos, los kushán solicitaron una princesa Han, pero dicha solicitud les fue denegada, a pesar de que habían enviado regalos a la corte china. En venganza, marcharon en el 86 contra Ban Chao con una fuerza de 70 000 hombres, pero, exhaustos por la expedición, fueron finalmente derrotados por el ejército chino, menor en número. Los yuezhi se retiraron y pagaron tributo al Imperio chino durante el reinado del emperador chino Han He (89-106).
Después, alrededor de 116, los kushán, bajo el gobierno de Kanishka, establecieron un reino centrado en Kashgar, que controlaba también Jotán y Yarkand, antiguas dependencias chinas de la cuenca de Tarim, en el actual Sinkiang. Introdujeron la escritura brahmí, el idioma indio prácrito para la administración y expandieron la influencia del arte grecobúdico que se desarrolló en el arte serindio.
Los kushán aparecen de nuevo en las crónicas chinas cuando enviaron presentes a la corte en 158 y en 159 durante el reinado del emperador chino Han Huan.
Siguiendo con estas interacciones, los intercambios culturales se incrementaron bastante, y misioneros budistas kushán, como Loka Ksema, desarrollaron su actividad en las más importantes ciudades de Loyang y a veces también de Nankín, donde se distinguieron como traductores. Fueron los primeros difusores conocidos de las escrituras sagradas del budismo theravāda (hinayana) y mahāyāna en China, y contribuyeron en gran medida a la difusión del budismo a través de la Ruta de la Seda.

## Decadencia

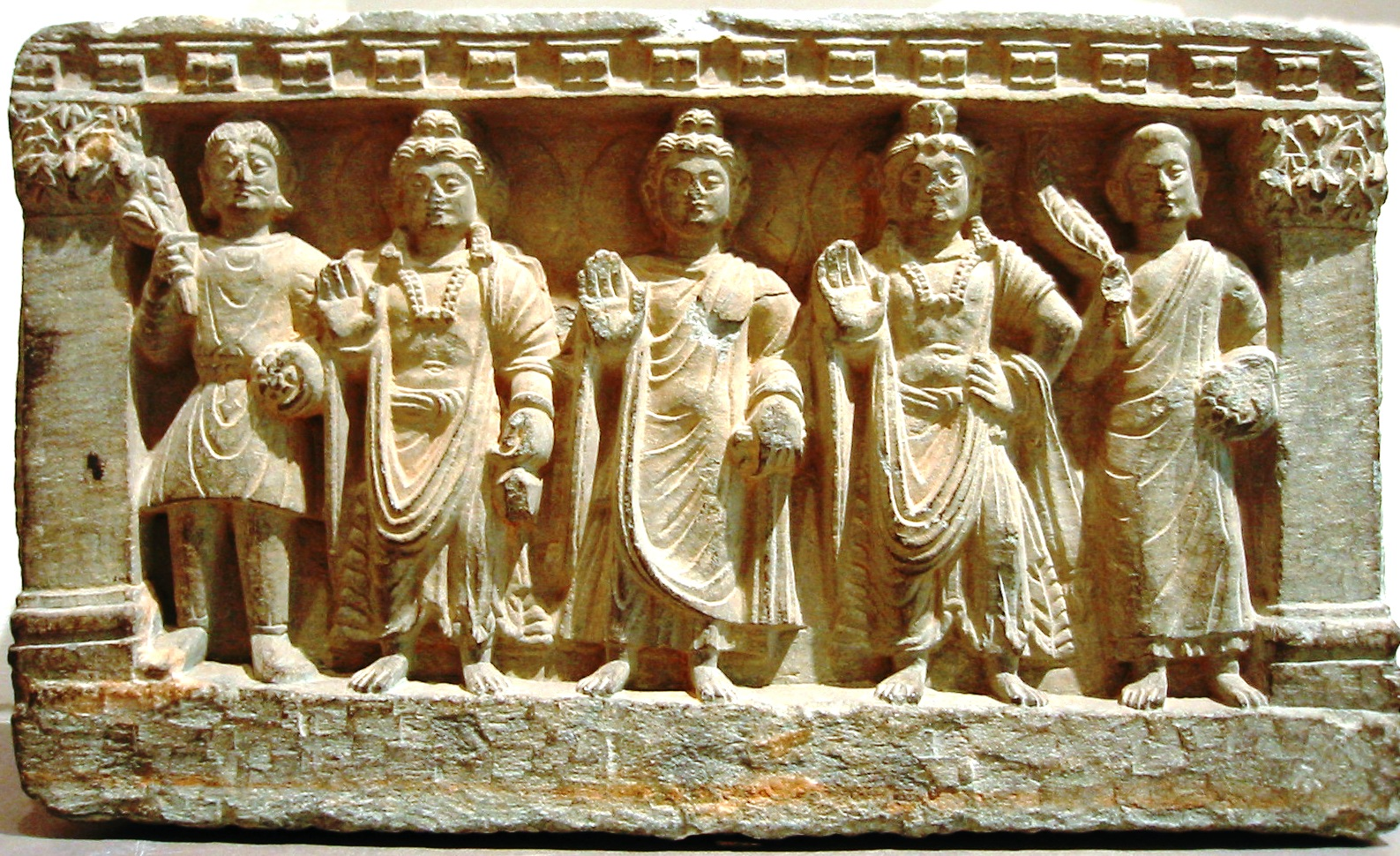
III}} de nuestra era. Gandhara. Museo Guimet. Fotografía personal. De izquierda a derecha, un devoto kushan, el Bodhisattva Maitreya, el Buda, el Bodhisattva Avalokitesvara y un monje budista. Siglos Siglo

Desde el siglo III, el Imperio kushán se empezó a fragmentar.
Hacia el año 225 murió Vasudeva I y el Imperio kushán se dividió en dos mitades, oriental y occidental. Entre 224 y 240 los sasánidas invadieron Bactriana y el norte de la India, donde son conocidos como los indosasánidas.
Hacia 270 los kushán perdieron sus dominios en la llanura del Ganges, donde el Imperio gupta se estableció alrededor del 320.
A mediados del siglo IV, un vasallo del Imperio kushán en Pakistán, llamado Kidara, se alzó con el poder, destronando a la antigua dinastía. Creó un reino conocido como el reino kidarita, aunque él se consideraba probablemente kushán, según parece inferirse de las monedas que acuñó. El reino kidarita parece haber sido próspero, aunque en una escala menor que su predecesor, el Imperio kushán.
Los restos del Imperio kushán terminaron siendo barridos en el siglo V por las invasiones de los hunos blancos y, posteriormente, por la expansión del islam.

## Principales gobernantes kushán
(Generalmente el período de gobierno de los kushán es disputado)
- Hereo (c. 1-30), primer gobernante kushán
- Kujula Kadphises (c. 30-c. 80).
- Vima Takto (c. 80-c. 105), alias Sóter Megas o ‘gran salvador’
- Vima Kadphises (c. 105-c. 127), el primer gran emperador kushán
- Kanishka I (127-c. 147).
- Vāsishka (c. 151-c. 155).
- Huvishka (c. 155-c. 187).
- Vasudeva I (c. 191-225), el último de los grandes emperadores kushán
- Kanishka II (c. 226-240).
- Vasishka (c. 240-250).
- Kanishka III (c. 255-275).
- Vasudeva II (c. 290-310).
- Chhu (c. 310?-325?).
- Shaka I (c. 325-345).
- Kipunada (c. 350-375).